# خمريات
الخمريات أو قصائد الخمرة، وهي قصائد تتناول الخمر، بدءا بالخمرة وأوصافها، وأوانيها وأشكالها، ومواطنها ووصف لمجالسها وماتتضمنه من سقاة وندماء وغناء ولهو وطرب، ووصفًا لتأثيرها على النفس والجسد. نظمها الحسن بن هانئ الحكمي الدمشقي والمعروف بلقب أبي نواس، يعد أبو نواس رائد شعر الخمريات حيث جاءت قصائده كأحد أبرز تيارات التجديد في أدب العصر العباسي، حيث أن الخمرة قلّ وجودها في القصائد بعد الإسلام، ليعيدها أبو نواس في أوج قوة العصر العباسي، العصر الذهبي للأدب والكتابة العربية الإسلامية. ويعتبر التغني بالخمرة والثناء عليها والتلذذ بشربها والتفنن في إعدادها أبرز مواضيع هذه القصائد، إذ جعل أبو نواس منها بديلا عن حبيبات أهل البدو، فمجدها وتغنى بها عوض أن يقف على أطلال حبيبة أو خليلة.

## شعراء الخمريات
تكاد المصادر التراثية تجمع على أن أشعر الناس في وصف الخمرة ثلاثة هم: الأعشى والاخطل وأبو نواس.
ومع أن أبا نواس عرف بشاعر الخمر وزعيم فن (الخمريات) إلا أنه لم يخترع هذا الفن ولم يسبق إليه، وإنمّا سبقه إليه كثير من الشعراء في العصور الجاهليّة والإسلامیة والأموية.
فقد عرف الشعرالخمري عند الشعراء الجاهلييّن؛ وقليل منهم من لم يعرض للخمر في شعره. ولهم في ذلك تعابير جيّدة بالنسبة إلى ذلك العصر وبالنسبة إلى أذواق الناس التي تلائم تلك البيئة. ومن أهّم الشعراء الجاهليين الّذين تناولوا الخمرة في قصائدهم وتكلّفوا بها: طرفة بن العبد، وعدي بن زيد العبادي، وعمرو بن كلثوم، وعنترة بن شدّاد، والمنخّل اليشكري، ولاسيما الأعشى الأكبر.
وبإمكاننا أن نقسّمهم إلى قسمين: الأوّل هم الذيّن افتخروا بشرائها وشربها وإسرافهم في هذا الأمر دون أن يصفوها إلّا قليلاً.
والثاني هم الّذين وصفوا الخمرَ وأجادوا فيها بعض الإجادة دونَ أن يكونَ وصفهم عميقا، وإنمّا كانوا يقنعون بالظواهر، فيصفون لون الخمر ومظهرها ويصفون أقداحها وأباريقها ويذكرون مكان شرائها ويصفون طعمها ولونها وصفا مجملاً ويشيرون إلى مفعولها في النفس.
وأمّا من الذيّن كانوا يفتخرون بشربها كافتخارهم بالبطولة والشجاعة: عنترة بن شدّاد، والمنخل اليشكري، ولبيد بن ربيعة، وطرفة بن العبد، وعمر بن كلثوم.
وأمّا الّذين وصفوا الخمَر مع شيء من التفصيل وأشاروا إلى طعمها ولونها وإلى أثرها في النفس منهم: عدي بن زيد العبادي، الشاعر النصراني الذي عاش في «الحيرة» في أواخر العصر الجاهلي.
له قصيدة مشهورة تدلّ على أنه كان مكلّفاً بالخمرة ومُجيدا في وصفها حيث يقول:
أمّا الأعشى الأكبر فقد كانت عنده للخمرة منزلة كبيرة، ولهذا أكثر من وصف الخمر وأطال وأجادَ وصفها كوصف عاشق لمعشوق. وتبسطّ في الحديث عنها بحيث كادت الصورة الخمرية تكتمل فيه وكادت جميع المعاني الخمرية الموجودة في الجاهلية تجتمع فيه بصورة كاملة.
والميزة الأساسية في الشعر الخمري عند الشعراء الجاهليين هي أنّهم لم يتّخذوا الخمَر فناً مستقِلّا من فنون الشعر كما اتّخذوا المدح والهجاء والفخر والحماسة، كما يرى الدكتور طه حسين، ويقول: «ولم يكن من الممكن أن يستقلَّ وصف الخَمر في هذا العصر ويصبح فنّا قائما بنفسه يقصد من حيث هو. لأن الحياة الجاهلية لم تكن تسمح بذلك ولا تدعو إليه. كما تدعو إلى وصف الخيل والإبل وما إلى الخيل والإبل. لأنّهم لم يكونوا من النعمة ولين العيش بحيث يستطيعون أن يعكفوا عليها ويعاشروها معاشرة متصّلة، كما كانوا يعاشرون الإبَل والشاة وإنّما كانت تسنح لكثير منهم فرصة اليوم أو الساعة، يشرب فيها ويلهو. فإذا فرغ من شربه ولهوه تحدّث بذلك مفاخرا، وربّما وصف الخمر وذكر اللهو وهو لم يشرب، ولم يأخذ من اللهو بحظّ. وإنّما دعاه إلى ذلك الفخر والفنّ».
ولمّا جاء الإسلام كان بعض الشعراء يذكرون الخمر في قصائد المديح كحسّان بن ثابت الأنصاري وكعب بن زهير. وعندما حرّم الإسلام الخمرة تقلّصَ ظلُّها في الشعر الإسلامي.
وقد تحدّثَ حسّان عن الخمرة في عدة قصائد ويصفها، «وصف من أحبّ الخمرة وعرف نشوتها وهو وصف فخري على عادة الجاهليين، أكثر ممّا هو تفصيلي وتحليلي». ومنها قصيدة يتناول الخمرة خلالها ويمدح فيها أولاد الجفنة ويعتّز بكرمهم وبأنهّم من الأحرار لا يقبلون الظلَم كما يفتخر بشربهم للخمر ويرى ذلك الشرب دليلاً على عزّهم. وعندما ينتقل إلى وصف الخمر وما يتعلق بها مباشرة ويطلب من الساقي أن يعطيه خمرة صرفا غير مقتولة بالماء، لتكون تأثيرها أشد في النفس حيث يقول:
وكان الأخطل أشهر شعراء الخمرة في العصر الأموي لكثرة إدمانه لها في حياته ولكثرة حديثه عنها في شعره، يقول في وصف الخمر:
وشهد الشعر الخمري تطورا عميقا في القرن الثاني للهجرة بسبب الاختلاط بين العرب والعجم وأخذ يظهر آثاره الكثيرة المختلفة. ومن أعظمها وأشدّها خطرا، المجون وحبّ الخمر واللهو. وقد بدأ الشعر الخمري في هذا القرن بالوليد بن يزيد بن عبد الملك الّذي نشأ فاسقا، خليعا. متّهما في دينه وهو أوّل من بدأ من تغيير في شكل الخمريات في أوائل القرن الثاني، وله عدة مقطوعات في وصف الخمرة ومفاعيلها، وذكر مجالس اللهو والطرب، ومنها قصيدة مشهورة يستهلُّها بهذه الأبيات:

## من شعر الخمريات
قال الأعشى:

قال عنترة:

## أبيات مختارة لأبي نواس في الخمر
فقال في الأولى: